# Conny Plank
Konrad (Conny) Plank (vaak gespeld als Planck) (Hütschenhausen, 3 mei 1940 – Keulen, 18 december 1987) was een Duitse muziekproducent en een van de belangrijkste producers in de laatste decennia van de 20ste eeuw.
Zijn creativiteit als geluidstechnicus en producer bepaalden mee enkele van de belangrijkste en meeste innovatieve opnames uit de Europese popmuziek na de Tweede Wereldoorlog, waarbij Plank zich niet beperkte tot slechts één genre maar zowel progressieve muziek, elektronische muziek als avant-garde produceerde. Plank was een van de meest bepalende figuren voor het brede genre dat als krautrock bekend werd en vormt een link tussen vele van de uiteenlopende producties daarin. Zijn werk heeft eveneens een grote invloed gehad op studioproductietechnieken wereldwijd.
Plank en de groepen waarmee hij in Duitsland werkte, hadden een grote invloed op mainstream rockartiesten, waarvan sommigen verschillende elementen van zijn productietechniek en zijn typische geluid populair maakten. In de jaren 80 kon een nieuwe generatie elektronische popgroepen zijn ideeën in de praktijk realiseren en uitvoeren, toen elektronische instrumenten wijdverspreid raakten.

## Leven en invloed
Plank begon zijn carrière als geluidstechnicus voor Marlene Dietrich. Hij geloofde vurig in de mogelijkheden van elektronische muziek en was een meester in het creëren van verrassende elektronische soundscapes, maar hij koos er ook voor deze te vermengen met conventionele geluiden, of natuurlijke geluiden die speciale bewerkingen ondergingen, zoals het gebruik van grote metalen vaten of andere industriële voorwerpen als percussie-instrumenten.
Hij was een van de eerste Europese producers die volledig de mogelijkheden benutte van meersporige opnamefaciliteiten om dramatische productie-effecten en bewerkingen te creëren, die als muzikale en retorische elementen op zichzelf fungeerden, en niet zomaar als gimmick. Hij verkoos soms ruw klinkende effecten en contrasterende geluiden voor elk element in de mix. Zijn beste werk stond in fel contrast met het gepolijste, uitgevlakte geluid dat in die tijd de commerciële pop en rock domineerde.
Plank gebruikte radicale combinaties van echo, reverb en andere effecten gebaseerd op elektronica, mixen, equalising en tape om mixen te creëren waarin elk element zijn eigen individuele geluidsomgeving kon krijgen, en waarin elk van deze elementen doorheen een nummer verschillende keren drastisch in klank konden veranderen. Hierin was hij ongetwijfeld beïnvloed door het werk van Jamaicaanse pioniers zoals Lee 'Scratch' Perry, maar hij was zeker een van de eerste Europese producers die essentiële stilistische vernieuwingen haalde uit deze productietechnieken in de reggae en dub.
Plank was een van de eerste producers met naam die een erg 'live' klinkend productiegeluid verkoos, in het bijzonder voor de drums; dit was een geluid dat sterk tegenover het dichte en zwaar samengedrukte drumgeluid stond dat in de jaren zeventig op rockopnames domineerde. Planks open, soms ratelende, drum- en percussieklanken hebben zonder twijfel een beduidende invloed gehad op producers en geluidstechnici zoals Steve Lillywhite, Hugh Padgham en Nick Launay.
Tijdens de jaren zeventig was Conny Plank producer en/of geluidstechnicus op vele van de belangrijkste opnames van invloedrijke Duitse progressieve en experimentele muzikanten (die onder het label krautrock geplaatst worden), zoals Kraftwerk (Kraftwerk, Kraftwerk 2, Ralf und Florian, Autobahn, en de voorloper Tone Float), Neu! (al hun opnames), Cluster, Harmonia, Ash Ra Tempel, Holger Czukay (Can), en Guru Guru. Zijn lange samenwerking en vriendschap met Dieter Moebius en Hans-Joachim Roedelius van Cluster begon in 1970 en bleef duren tot zijn dood.
Zijn werk beïnvloedde sterk enkele van de avontuurlijkere Britse en Amerikaanse muzikanten en producers. De bekendste zijn waarschijnlijk David Bowie en Brian Eno, waarvan de 'Berlin Trilogy' albums uit het eind van de jaren zeventig, meer bepaald Low, "Heroes" en Lodger, duidelijke invloeden vertoonden van Planks vroegere Duitse producties. Zonder dat hij meegewerkt heeft, dragen ze alle Planks handtekening en tonen invloed van vroegere Plank-producties zoals de albums van Neu! en Cluster. Bowies nummer Heroes (geïnspireerd op Neu!'s Hero) is een virtuele lofzang voor de stijl van Plank, met de radicale geluiden en dramatische afwisselingen van klank in verschillende elementen, zoals de hoofdzang, om het emotionele of dramatische effect te verhogen; dit is geplaatst tegenover een wervelend voortdurend elektronisch achtergrondspoor dat elementen zoals meersporige synthesizers en feedback gitaar verweeft.
Plank had daarna, via Bowie en in het bijzonder via Eno, een grote invloed op veel artiesten uit de new wave-periode op het eind van de jaren zeventig en de jaren 80. Neu!'s Hallogallo wordt een belangrijke invloed genoemd op John Lydons werk met zijn groep na de Sex Pistols, Public Image Limited. Eno produceerde een album voor Devo, een andere band die erg door Planks werk was beïnvloed, en kende een succesvolle samenwerking met Talking Heads en David Byrne, gevolgd door een nog langere en succesvollere samenwerking met de Ierse band U2. Het eerste werk van de Australische groep Hunters and Collectors vertoonde eveneens onmiskenbare tekenen van bekendheid met Planks productietechnieken, en ze waren een van de vele internationale artiesten die met hem opnames maakten.
Andere producties op Planks naam zijn onder andere Echo and the Bunnymen, Les Rita Mitsouko, Einstürzende Neubauten, Annie Lennox, Ástor Piazzolla, The Damned, Miranda Sex Garden, de Nederlandse band The Meteors en Nina Hagen.
Hij werkte ook als een duo met Dieter Moebius op vier gezamenlijke studio-albums; het album Ludwig's Law's gebruikte een E-mu Emulator, een vroeg soort sampling keyboard dat hen toeliet andere instrumenten te dupliceren zonder zich om de muzikanten die ze bespeelden te bekommeren.
In de jaren 80 bleef Plank veel gevraagd door de nieuwe generatie elektronische pop- en new wave-artiesten, zoals Devo, Ultravox (Systems of Romance, Vienna en Rage in Eden), Freur en The Tourists (Luminous Basement), Eurythmics (In the Garden). Hij werkte ook op pop- en rockproducties van artiesten zoals Scorpions, Clannad, Killing Joke en Gianna Nannini (Latin Lover, Sogno Di Una Notte d'Estate, Tutto Live en andere, met ook credits voor de muziek).
Tot het laatste werk van Plank voor zijn dood behoorden onder andere het opnemen van concerten van de Revenge-tour van Eurythmics en samples op het Synclavier op hun album Savage.
Conny Plank overleed na een korte zware kanker eind 1987, tijdens de opnames van het soloalbum Mein Schatz van Heiner Pudelko, dat hij samen met Annette Humpe produceerde. Zijn studio in de nabijheid van Keulen (Wolperath) werd nog  beheerd door zijn weduwe en zijn zoon, totdat zij op 1 juni 2006 overleed. Postuum werd zijn naam en zijn werk in het lied "Conny Plank" van de groep Bluepoint Underground (geproduceerd door Klaus Dinger) geëerd.